# Онихофоры
Онихофо́ры, или первичнотрахейные (лат. Onychophora, от др.-греч. ὄνυξ — коготь, φορός — несущий), — тип влаголюбивых наземных беспозвоночных.
Впервые эти животные были описаны пастором-натуралистом Ленсдауном Гилдингом в 1826 году. Исследователь дал новому виду название перипатус (Peripatus) в честь аллеи (peripatos) в садах Ликея Аристотеля и причислил его к моллюскам. В 1874 году натуралист Томас Белт отнёс перипатусов к  многоножкам; другие исследователи определяли их как червей или насекомых. В конечном счёте перипатусов выделили в отдельный тип — онихофоры.

## Классификация
Единственный класс — первичнотрахейные (Protracheata), разделённый на два семейства:
- Peripatidae — обитают в тропических районах Центральной Америки и Вест-Индии (включая острова Гаити, Ямайка, Пуэрто-Рико), на севере Южной Америки, в экваториальной Западной Африке и на юго-востоке Азии;
- Peripatopsidae — Чили, Южная Африка, Австралия, Новая Зеландия и Новая Гвинея.

Примерно 90—110 современных видов; водятся во влажных местах, главным образом в тропиках. Все современные виды — наземные животные.

## Палеонтология
В ископаемом виде известны с кембрия (Aysheaia, Xenusion — последнего иногда относят к эдиакарию), причём как обитатели морей. Некоторые уже напоминали современных онихофор; другие были вооружены шипами (галлюцигении). Иногда к онихофорам относят также ископаемых Lobopoda кембрия и ордовика. Единственная известная мезозойская онихофора была найдена в бирманском янтаре.

## Биология
Тело онихофор гусеницеобразное, покрыто мягкой кутикулой со множеством поперечных складок. Длина тела от 2 до 20 см (Macroperipatus, остров Тринидад); самцы мельче самок. Окраска самая разнообразная, от яркой (красной, синей) до тусклой.
На голове — пара мясистых усиков и пара глазков. В ротовой полости имеется пара крючковидных челюстей. У самцов некоторых видов на голове также есть отростки для передачи сперматофора. Туловище с 14—43 парами нерасчленённых ног — выростов стенки тела, вооружённых слабыми коготками; у самцов ног обычно меньше. У самцов на задних ножках имеются особые железы, которые выделяют феромон, привлекающий самок. Мышечная система в виде кожно-мускульного мешка, характерного для червей. Мышцы наружного слоя кольцевые, внутреннего — продольные. Пищеварительная система в виде трубки. Органы дыхания — пучки трахей, дыхальца которых разбросаны по всей поверхности тела. Выделительные органы открываются у оснований ног. Кровеносная система незамкнутая — гемолимфа поступает в сердце, трубчатый спинной сосуд с отверстиями, из полости тела. Полость тела при этом функционирует как гидростатический скелет; ноги также наполнены кровью и имеют специальные регулирующие клапаны. Нервная система лестничного типа: от надглоточного узла отходят два продольных нервных ствола, соединённых между собой перемычками-комиссурами.
Из-за наличия общих черт онихофор традиционно рассматривали в качестве связующего звена между кольчатыми червями и членистоногими. Как у кольчатых червей, у них сегментированное тело с мягкой стенкой, нерасчленённые придатки, парные нефридии в каждом сегменте и неветвистый пищеварительный тракт. С членистоногими их сближает трахейное дыхание и редукция целома: пространство между внутренними органами занято гемоцелем — полостью, заполненной кровью. В настоящее время онихофор причисляют к группе Ecdysozoa, включающей также членистоногих и круглых червей.

## Образ жизни
Обитают онихофоры в тропических и субтропических лесах — в листовой подстилке, в гниющих пнях и под камнями; встречаются и на берегу моря, в кучах водорослей. Дело в том, что тонкая (в 1 мкм) кутикула и открытые отверстия трахей почти не препятствуют испарению воды, поэтому онихофорам приходится постоянно жить во влажной среде. Попав в места солнечные и ветреные, онихофоры быстро погибают, поэтому днём и не покидают сырых укрытий. В сухой сезон многие из них впадают в спячку: съёживаются, сворачиваются кольцом, чтобы уменьшить испаряющую поверхность тела, и лежат в полной неподвижности порой полгода.
Онихофоры — активные хищники, питающиеся насекомыми, пауками и другими мелкими беспозвоночными. На охоту выходят ночью или во время дождя. Способ охоты уникальный и очень своеобразный: чтобы обездвижить добычу, они выбрасывают клейкую слизь из двух специальных желёз, расположенных по бокам рта, поражая цель на расстоянии до метра. Быстро застывая, слизь склеивает жертву. Пищеварение у онихофор наружное, как у пауков: они впрыскивают в тело добычи слюну, содержащую пищеварительные соки и ферменты, затем высасывают получившийся «бульон».

## Размножение
Раздельнополы. Половая система самцов, помимо семенников и семяпроводов, открывающихся в общий канал, включает придаточные железы, которые вырабатывают оболочку сперматофоров — особых мешочков, в которые упакована сперма. Сперматофоры самцы некоторых видов (Peripatopsis) прикрепляют прямо к телу самок, после чего в этом месте кутикула растворяется и сперматофор погружается в полость тела, сперматозоиды выходят из него и мигрируют к яичникам. Но чаще сперматофоры откладываются в субстрат, и самки захватывают их половым отверстием.
Оплодотворение происходит в организме самки. Самки обычно яйцеживородящие (зародыш развивается за счёт желтка, но вылупляется ещё в половых путях самки) или живородящие. У живородящих видов в матке образуется плацента, через которую к зародышу поступают питательные вещества; развитие зародышей продолжается от 4 до 13 месяцев.

## Смотри также
Antennacanthopodia gracilis